# Lajtapordány
Lajtapordány (németül Leithaprodersdorf) község Ausztriában, Burgenland tartományban, a Kismartoni járásban.

## Fekvése
Kismartontól 16 km-re északnyugatra fekszik.

## Nevének eredete
Neve a szláv Prodan személynévből származik magyar névadással.

## Története
A község területén már a kőkorszakban is éltek emberek, ezt bizonyítják a Wörth mocsárban előkerült kőbalta töredékek. A korai és késői bronzkor időszakából az Edelseeäcker mocsár területén mintegy 200 sírt találtak a szakemberek. A korai bronzkor zsugorított helyzetű sírjai az i. e. 2300 és 2000 közötti lajtapordányi csoporthoz és az i. e. 2000 és 1800 közötti wieselburgi kultúrához tartoznak. A késő bronzkori 80 urnás sír az i .e. 1300 és 1000 közötti időből származik, talán egy csata áldozatainak sírjai.
Területe a római korban is sűrűn lakott volt. Két nagyobb település a hozzá tartozó temetővel, valamint őrtorony maradványai kerültek itt elő. A sírköveken található nevek az 1. századtól a 3. századig lakott vegyes lakosságú római-kelta telepekre utalnak. A falu területén a 8. – 9. században jelentős avar település volt, határában nagy avar-kori temetőt tártak fel. A honfoglalás után besenyő határtelepülés lett.
A település várának első írásos említése 1232-ből származik "castrum Pordan" néven, a Gut-Keled nembéli Móric fia Péter tulajdona. A vár 1200 körül épült vizivár volt, mely kisebb római erődre épült, 1273-ban II. Ottokár cseh király csapatai pusztították el. A falu keleti részén a lorettomi út mellett a sáncok nyomai ma is láthatók. 1285-ben IV. László magyar király "Parda" falut a heiligenkreuzi apátságnak adta. Temploma is ekkor épült, de a török 1683-ban lerombolta és csak a torony maradt meg belőle. Ez ma a falutól távoli temetőben áll.
A falu 1377-ben a Kanizsai család birtoka, Szarvkő várának tartozéka lett. 1395-ben "Ewrpordan", 1412-ben "Proderstarff" néven említik a korabeli források. A török 1529-ben és 1532-ben is elpusztította, de a falu félreeső fekvése egészen 1683-ig megkímélte a hadak nagyobb dúlásaitól. 1659-ben felépült a falu mai temploma. A Bécs elleni 1683-as török hadjárat során a település teljesen elpusztult, ekkor dőlt romba  ősi temploma is. Lakói a hegyek közé menekültek. 1702-ben a szarvkői uradalommal együtt az Esterházy család birtoka lett. 1705-ben mint a császárpárti család tulajdonát a kuruc hadak fosztották ki. Lakói újra a Lajta-hegység erdeiben kerestek menedéket. Alig ért véget a kuruc felkelés 1713-ban súlyos pestisjárvány pusztított. Ezután békés idők következtek, melyeknek az 1809-es francia megszállás vetett véget.
Vályi András szerint " PORDÉNY. Magyar falu Sopron Vármegyében, földes Ura H. Eszterházy Uraság, lakosai katolikusok, és kevés evangyélikusok, fekszik Egyedhez közel, mellynek filiája; lakosai különös erköltsű lovakat tartanak, erdeje, szőleje nints, síkos határja 2 nyomásbéli, leginkább búzát, árpát, zabot, kukoritzát terem."
Fényes Elek szerint " Lajta-Pordány ném. Prodersdorf, német falu, Sopron vmegyében, Ausztria határszélén, Sopronhoz északra 4 mfd., a Lajta mellett. Van 107 háza, 737 kath. lakosa, paroch. egyháza, 1615 6/8 hold szántófölde, 555 hold rétje, 1220 5/8 kapa szőlője, 19 h. káposztása, 626 h. legelője, 134 h. urbéri erdeje, 111 h. uradalmi ligetje, 30 hold kerte. Földe meglehetős. Bora csekély. Jövedelmes malom a Lajtán. Harminczad. F. u. hg. Eszterházy."
1910-ben 821, többségben német lakosa volt, jelentős magyar kisebbséggel. A trianoni békeszerződésig Sopron vármegye Kismartoni járásához tartozott. 1921-ben Ausztria Burgenland tartományának része lett. A második világháborúban a visszavonuló német csapatok a Lajta hídját felrobbantották, a bevonuló orosz csapatok pedig kifosztották a falut. A háború során 31 lakos esett el, 19-en pedig eltűntek. 1971-ben Lorettom, Lajtaszék és Lajtapordány egy nagyközségben egyesült. Lajtapordány 1990. január 1. óta újra önálló község.

## Nevezetességei
- A falu délnyugati végén fekszik a római alapok felhasználásával épült kora középkori vízivár.A legbelső védett terület egy majdnem kör alakú várdomb, ezt két széles vizesárok és három alacsony sánc övezi. A várdomb közepén egy épület alapköveinek maradványait lehet látni.
- Szent Mária Magdolna tiszteletére szentelt plébániatemploma 1659-ben épült, főoltárképét Maurer Ignác festette 1807-ben.
- A falutól távoli temetőben áll a középkori Szent István vértanú tiszteletére szentelt templom fennmaradt tornya.
- Határában a „Győri kereszt” Pálffy Miklósról emlékezik meg, aki 1598. március 29-én visszafoglalta a győri várat a töröktől.
- A falu határában levő parkban kénes gyógyfürdő van, épülete 1860-ban épült ki.

## Képgaléria

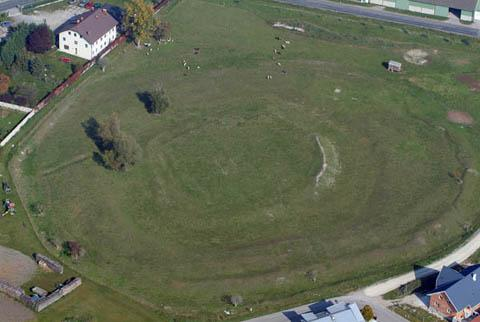
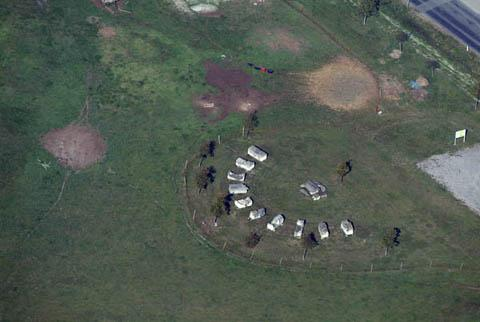
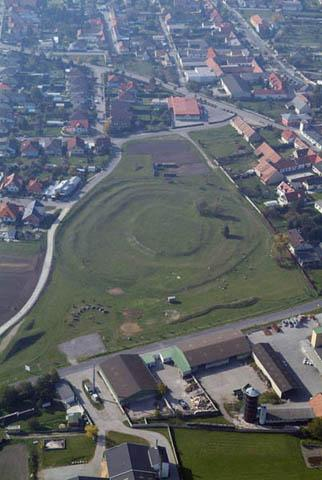